# Brampton (Lincolnshire)
Pour les articles homonymes, voir Brampton.
Brampton est une paroisse civile et un village du Lincolnshire, en Angleterre.